# Axel Hirsoux
Axel Hirsoux (født 26. september 1982) er en belgisk sanger. Han vandt den 16. marts 2014 Eurosong 2014, den belgiske forhåndsudvælgelse til Eurovision Song Contest 2014 med nummeret "Mother", Sangen fik en 14. plads ved den første semifinale den 6. maj i København og nåede dermed ikke videre til Eurovisionsfinalen.